# Gripa
Gripa je zarazna bolest primarno dišnog sustava uzrokovana virusom koji se prenosi kapljicama u zraku nastalim kihanjem ili kašljanjem zaražene osobe. Većina se ljudi oporavlja u roku od tjedan dana, no kod starijih osoba i onih s astmom, srčanim i plućnim bolestima mogu se javiti komplikacije u obliku bronhitisa ili upale pluća. 
Osim kod ljudi gripa se javlja kod svinja, konja i još nekih sisavaca kao i u nekih divljih i domaćih ptica. Neki tipovi gripe mogu se prenijeti s jedne vrste na drugu. Na primjer, 1997. u Hong Kongu se soj virusa s pilića počeo prenositi na ljude. 
Zbog visoke zaraznosti i širenja gripe često se pojavljuje u epidemijama, a ako se počne širiti po udaljenim krajevima svijeta (što nije rijetkost u današnjem svijetu brzih međunarodnih putovanja), naziva se pandemija. Svake godine više milijuna ljudi oboli od gripe, a smrtnost je manja od jedan posto. Udruga SAD-a za kontrolu i prevenciju bolesti računa više od 20 000 smrti u SAD-u uzrokovanih gripom. Pandemija gripe 1918. – 1919. godine bila je najgora zabilježena te je ubila oko 20 milijuna ljudi u svijetu.

## Uzrok
Riječ influenca znanstveni je naziv za gripu, a dolazi od latinske riječi influentia što znači utjecaj. Taj su naziv dali Talijani početkom 16. stoljeća za svaku epidemiju zato što su mislili da je ona nastala zbog utjecaja nebeskih tijela. 
Danas znanstvenici znaju da članovi porodice Orthomyxoviridae, grupe virusa koji napada kralježnjake, uzrokuju gripu. Virus se sastoji od genetskog materijala ribonukleinske kiseline okruženog proteinskom ovojnicom i lipidnim omotačem iz kojeg izlaze štapići proteina hemaglutinina i neuraminidaze. Ti proteini ponašaju se kao antigeni, odnosno izazivaju imunosnu reakciju u čovjeku ili nekom drugom organizmu. Osim kao antigen hemaglutinin omogućava virusu da se spoji i napadne stanicu, a neuraminidaza omogućava virusu kretanje duž stanice.

### Tipovi virusa
Postoje tri tipa virusa gripe. 
- Tip A je najopasniji, napada mnoge sisavce i ptice, uzrokuje većinu bolesti u čovjeka te je najizgledniji da stvori epidemiju.

- Tip B napada ljude i ptice te može isto uzrokovati epidemije.

- Tip C utječe samo na ljude i ne uzrokuje epidemije.

Virusi gripe tipa A i B stalno se mijenjaju. Neke promjene uključuju serije genetskih promjena koje nakon nekog vremena uzrokuju mutaciju virusa. One su najčešće i uzrokuju većinu promjena iz jedne godine na sljedeću. Druga promjena, rjeđa ali opasnija, sastoji se od promjena hemaglutinina ili neuraminidaze te rezultira novim podtipom virusa. Virus tipa A podliježe objema promjenama, a tipa B samo onoj prvoj. Znanstvenici dalje razlikuju viruse po sojevima, uglavnom nazvanim po geografskom području gdje su prvi put detektirani. Na primjer, sojevi koji su sezone gripe 2000. – 2001. uzrokovali najviše bolesti bili su tip A soj Nova Kaledonija i soj Moskva i tip B soj Sišuan.
Kada osoba bude zaražena jednim sojem gripe, ona na taj soj razvija imunost proizvodeći antitijela. Ljudski imunosni sustav može prepoznati sojev hemaglutinin ili neuraminidazu te ga napasti pri pojavi. Antitijela mogu pružati zaštitu pri promjeni virusovog genetskog materijala, ali ne i hemaglutinina ili neuraminidaze. Tako virusi, zbog čestih promjena, mogu uzrokovati nove valove upala i kod već zaraženih osoba. Znanstvenici nisu sigurni što uzrokuje takve promjene, no vodeća je teorija da ljudski i životinjski sojevi izmjenjuju tvari tvoreći tako novi soj. Na taj način soj može zaraziti čovjeka, a da čovjekov imunosni sustav ne prepozna njegove antigene. 

## Prijenos
Virus gripe prenosi se u kapljicama izbačenim tijekom kihanja, odnosno kašljanja. Kada osoba udahne virusom ispunjenu kapljicu, hemaglutinin na površini virusa se veže za enzime u sluznici koji se nalaze u dišnom traktu. Enzim zvan proteaza reže hemaglutinin na pola što genetskom materijalu dozvoljava da uđe u stanicu i počne se množiti. Proteaza je brojna u dišnom i probavnom traktu te je zbog toga gripa uzrok bolesti dišnih putova. 1990-ih znanstvenici su otkrili da virus može koristiti i plasmin (enzim kojeg ima svagdje u tijelu) da prepolovi hemaglutinin i na taj si način omogućiti napadanje brojnih drugih tkiva.
Iako epidemija gripe može nastati u bilo koje doba godine, često sezona gripe počinje približavanjem zime kada se ljudi više nalaze u grupama u zatvorenom prostoru, autobusima, podzemnim željeznicama i drugim slabo provjetravanim prostorima. 

## Simptomi
Gripa je akutna bolest s kratkom inkubacijom i izraženim simptomima. Nakon što virus gripe zarazi čovjeka, traje dan-dva do pojavljivanja prvih simptoma kao što su grlobolja, suhi kašalj, začepljen nos, groznica s temperaturom i preko 39 °C, bol u mišićima i zglobovima, glavobolja, gubitak apetita i opća slabost tijela. Kod većine ljudi simptomi slabe nakon dva do tri dana, a prestaju nakon tjedan dana. Ipak kašljanje i umor mogu trajati i do dva ili više tjedana.
Smrt od same gripe veoma je rijetka, no postoji mogućnost sekundarnih infekcija. Uobičajne su komplikacije bronhitis, sinusitis i bakterijska upala pluća koje se najčešće javljaju kod starijih osoba ili osoba sa SIDA-om ili nekom drugom bolesti imunosnog sustava.

## Liječenje
Nema posebnog lijeka za gripu. Preporučeni tretman obično se sastoji od odmora i uzimanja mnogo tekućine. Neki lijekovi ublažavaju simptome gripe kao što su amantadin, rimantadin u kapsulama te oseltamivir i zanamivir u obliku inhalanta.
Cjepivo za gripu sastoji se od oslabljenih ili mrtvih virusa gripe ili dijelova mrtvih virusa. Antigeni u cjepivu stimuliraju imunosni sustav da proizvede antitijela protiv tog soja te ga u ranom stadiju prepoznaje, napada i uništava. Otprilike 5 od 10 cijepljenih osoba osjeća blage, privremene simptome peckanja na mjestu uboda. Tipično cjepivo sadrži antigene triju sojeva virusa, dva soja tipa A i jedan tipa B, te u zdravih osoba smanjuje rizik od gripe za 70 – 90 %.
Preporučuje se godišnje cijepljenje osoba starijih od 65 godina, osoba s kroničnom bolešću srca, pluća ili bubrega, dijabetičara, osoba s oštećenim imunosnim sustavom i anemijom, djece liječene aspirinom kroz duže vremensko razdoblje i žena u 2. i 3. mjesecu trudnoće.

## Pandemije
Stručnjaci smatraju da svi virusi gripe potječu od virusa u divljim patkama i ostaloj vodenoj peradi. Neki od tih virusa prešli su na ljude prije mnogo tisuća godina. Povjesničari su pronašli epidemije gripe u Europi 1510., 1557. i 1580. Epidemija 1580. također se proširila u Afriku i Aziju postavši prva poznata pandemija. Pandemije su se pojavljivale svako toliko: 1729. – 1730., 1732. – 1733., 1781. – 1782., 1830. – 1831., 1833., 1889. – 1890. Ova zadnja, zvana Ruska gripa (zato što je u Europu stigla s istoka), prva je detaljno opisana pandemija. U 20.st. pandemije su se javile: 1918. – 1919., 1957. – 1958., 1968. – 1969., a zdravstvene organizacije očekuju nove pandemije sljedećih godina. Pandemija 1918. – 1919. najdestruktivnija je u modernoj povijesti. Počela je krajem prvog svjetskog rata i uzrokovala 20 milijuna mrtvih, dvostruko više nego sam rat. Gdje je počela, nije sigurno, no prozvana je Španjolskom zbog prvih većih utjecaja u Španjolskoj. Bolest je bila izuzetno smrtonosna, a umirale su i osobe u dobi od 20 – 40 godina što je neobično za gripu. 

## Istraživanja
Tijekom 1890-ih i 1910-ih znanstvenici su shvatili da mikroorganizmi uzrokuju bolesti. Većina istraživanja fokusirala se na bakterije koje su vidljive pod svjetlosnim mikroskopom i mogu se izolirati filtrima. No tehnologija u ono vrijeme sprječavala je identifikaciju uzročnika bolesti malih kao što su virusi. 
Tijekom 1890-ih njemački je bakteriolog Richard F. J. Pfeiffer izjavio da je našao uzročnika gripe, bakteriju Haemophilius influenzae. Daljnja istraživanja pokazala su da ta bakterija nije prisutna u svim zaraženim osobama te je zaključeno da je ona samo uzročnik sekundarnih infekcija. Dugo se mislilo da se gripa javlja samo u ljudi dok oko 1930. američki bakteriolog Richard E. Shope nije pokazao da je moguć prijenos bolesti sličnoj gripi s jedne svinje na drugu. Od tada se u svrhe istraživanja gripe koriste životinje. 
Godine 1933. engleski liječnici Wilson Smith, Christopher H. Andrewes i Patrick P. Laidlaw filtrirali su mogućeg uzročnika iz sline zaražene osobe te ga ubrizgali u lasicu. Kako je lasica pokazivala simptome gripe, dokazano je da je izolirano tijelo uzročnik gripe. Kasnija istraživanja pokazala su da je to bio virus tipa A, te su 1940. i 1950. izolirani tipovi B, odnosno C. 
Godine 1941. znanstvenici su pokazali da se cjepivom može kontrolirati bolest gripe, a prva su cjepiva razvijena radi zaštite vojnika tijekom drugog svjetskog rata, no zbog nečistoća su uzrokovala groznicu, glavobolje i slične posljedice. S današnjom tehnologijom cjepivo je gotovo bez nečistoća i tako uvelike smanjuje moguće simptome. 
Unatoč svim poboljšanjima, proizvodnja cjepiva protiv gripe ostaje izazov te ni današnja cjepiva ne pružaju 100 %-tnu zaštitu, a mogu i ne imati nikakva utjecaja zbog promjene samog virusa. Neki znanstvenici smatraju da cjepiva neće nikada moći kontrolirati gripu te rade na izumu lijeka koji liječi bolest nakon pojave prvih simptoma. Dok se ne pronađe lijek, znanstvenici se nadaju da će identifikacija i prijave novih sojeva na vrijeme pomoći da se smanje epidemije i smrt od gripe.

## Vanjske poveznice
- Portal Hrvatskog zavoda za javno zdravstvo  Arhivirana inačica izvorne stranice od 18. prosinca 2008. (Wayback Machine)
- Gripa: epidemiologija, patofiziologija, klinička slika, liječenje i prognoza[neaktivna poveznica]

### Ostali projekti
|  | Zajednički poslužitelj ima još gradiva o temi Gripa |

|  | Molimo pročitajte upozorenje o korištenju medicinskih informacija. Ne provodite liječenje bez savjetovanja s liječnikom! |